# Góbi Imre
Góbi Imre (Hódmezővásárhely, 1846. december 1. – Budapest, Erzsébetváros, 1927. szeptember 28.) főgimnáziumi tanár.

## Életútja
Góbi János és Polónyi Zsuzsánna fia. A gimnázium hat osztályát 1858–64-ben szülővárosában, a VI. és VII-et (1864–66.) Szarvason járta. Tanárai közül Futó Mihály és Tatay István gyakoroltak fejlődésére kiváló befolyást. A teológiai tanfolyamot 1866–1869-ben Eperjesen végezte; 1870 tavaszán a jénai egyetemre ment, ahol főleg bölcseleti, irodalmi és történelmi előadásokat hallgatott Fischer Kunótól, Fortlagetól és másoktól is. 1871 őszén tért haza és a szülei háznál (Kalászos pusztán, Bihar megye, ahol atyja bérlő volt) betegeskedett. A teológiai pályát elhagyván, a Lőrinczi (Lehr) Zsigmond halálával megürült magyar nyelv-, irodalmi és történelmi tanszéket fogadta el a Pozsonyi Evangélikus Líceumban, ahol 1872. februártól 1874. júniusig mint segéd-, és 1874 őszétől 1879 nyaráig mint rendes tanár működött. Időközben (1874. június) megszerezte az evangélikus dunáninneni kerület tanárvizsgáló bizottsága előtt az említett tantárgyakból a tanári diplomát. 1879-ben a soproni evangélikus líceumban választották meg tanárnak; 1884. szeptembertől a budapesti evangélikus főgimnáziumban működött. 1893 őszén az evangélikus bányakerület és a magyarhoni evangélikus egyház-egyetem levéltárainak őrévé választatott meg. Halálát verőér-elfajulás okozta.
Költeményei, beszélyei és könyvismertetései a Budapesti Szemlében (1880–85. A régi és új regényről Hillebrand után németből, 1886–91. LXIII. Ohnet György, Dernier amour és 1894. Pierre Loti, Pęcheur ďIslande c. regények ismert. sat.), a Vasárnapi Ujságban (1880–87), az Ország-Világban (1880–84), a Hódmező-Vásárhelyben (1887–91. rajzok, költ.) és az Egyetemes Philologiai Közlönyben (1892–93. birálatok.)

## Munkái
- Magyar irálytan. A stilisztika első része. A gymnasiumok és reáliskolák IV. oszt. számára. Bpest, 1886. (Ism. Tanáregyl. Közl. és M. Tanügy. 2. kiadás 1892. 3. k. 1894. Bpest.)
- Szerkesztéstan. A stilisztika második része. A középiskolák V. osztályának számára. Bpest, 1887. (2. kiadás. Bpest, 1893.) → korabeli kritika
- Szerkesztéstan és rhetorika. A reáliskolák V. oszt. számára. Bpest, 1888.
- Poétika. A költői műfajok ismertetése. Gymnasiumok és reáliskolák használatára irta és olvasókönyvvel ellátta. Bpest, 1889.
- A magyar nemz. irodalom története. Bpest, 1892.